# گیلنگوو
گیلنگوو (به لاتین: Gielniów) یک روستا در لهستان است که در گمینا گیلنگوو واقع شده‌است. گیلنگوو ۱٬۱۰۰ نفر جمعیت دارد و ۲۰۹ متر بالاتر از سطح دریا واقع شده‌است.